# Al-Muàyyad Muhàmmad ibn al-Mutawàkkil
Al-Muàyyad bi-L·lah Muhàmmad ibn al-Mutawàkkil alà-L·lah Ismaïl ibn al-Mansur bi-L·lah al-Qàssim o, més senzillament, al-Muàyyad Muhàmmad ibn al-Mutawàkkil (àrab: المؤيد محمد بن المتوكل, al-Muʾayyad Muḥammad b. al-Mutawakkil) (1634-1686) fou imam zaidita del Iemen (1681-1686).
L'imam al-Mahdí Àhmad va morir el 10 de juliol de 1681 i fou escollit com successor el seu cosí Muhàmmad ibn al-Mutawàkkil amb el títol d'al-Muàyyad bi-L·lah, caracteritzat per un ascetisme extrem. El seu poder es limitava a zones del sud del país i simplement s'esmentava el seu nom a la khutba o oració del divendres. El novembre es van revoltar les tribus Yafi i van desconèixer a l'imam. El 1684 la Companyia Holandesa de les Índies Orientals (VOC: Vereenigte Ooste Indische Compagnie) va tancar la seva factoria a Moka. Muhammad ibn al-Mahdi Ahmad, fill més gran de l'anterior imam, que tenia 47 anys (era nascut el 27 d'octubre de 1637) va enviar el seu fill Abd Allah a conquerir Bayt al-Fakih, centre del comerç del cafè al Iemen.
L'imam va morir a Hammam Ali, a la regió d'Anis, el 27 d'abril de 1686, potser enverinat. Fou enterrat al Jabal Duran al costat de la tomba del seu pare. Diversos membres de la família van optar a l'imamat i Muhammad ibn al-Mahdi Ahmad, el feu del qual era a la Hujariyya, es va proclamar amb el títol d'al-Nasir i es va apoderar de Moka i Taizz.